# Khagrachari (district)
Pour les articles homonymes, voir Khagrachari (homonymie).
Khagrachari est un district du Bangladesh. Il est situé dans la division de Chittagong. La ville principale est Khagrachari.

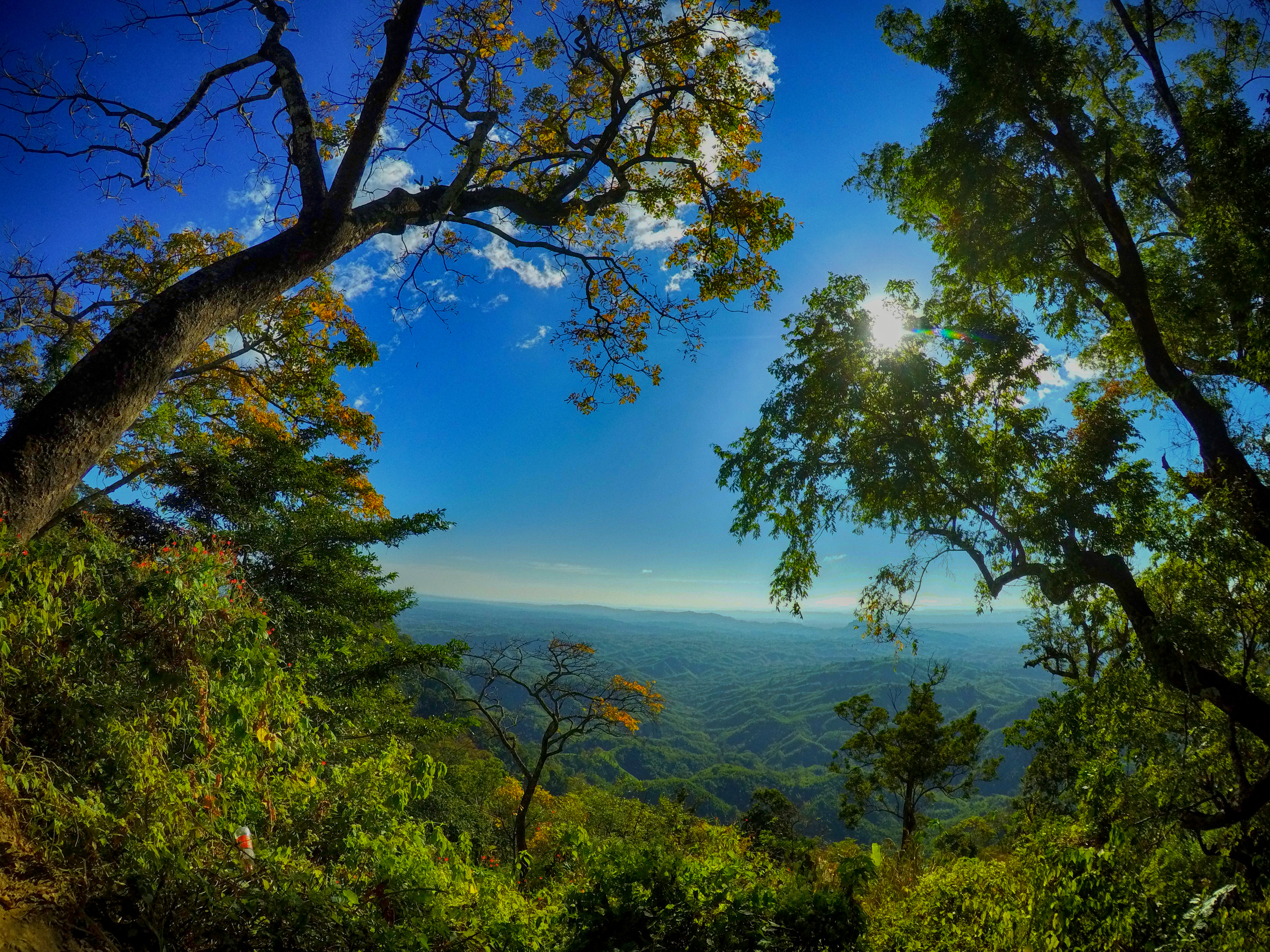
Vue de la colline Konglak, Khagrachari